# 21st Lancers

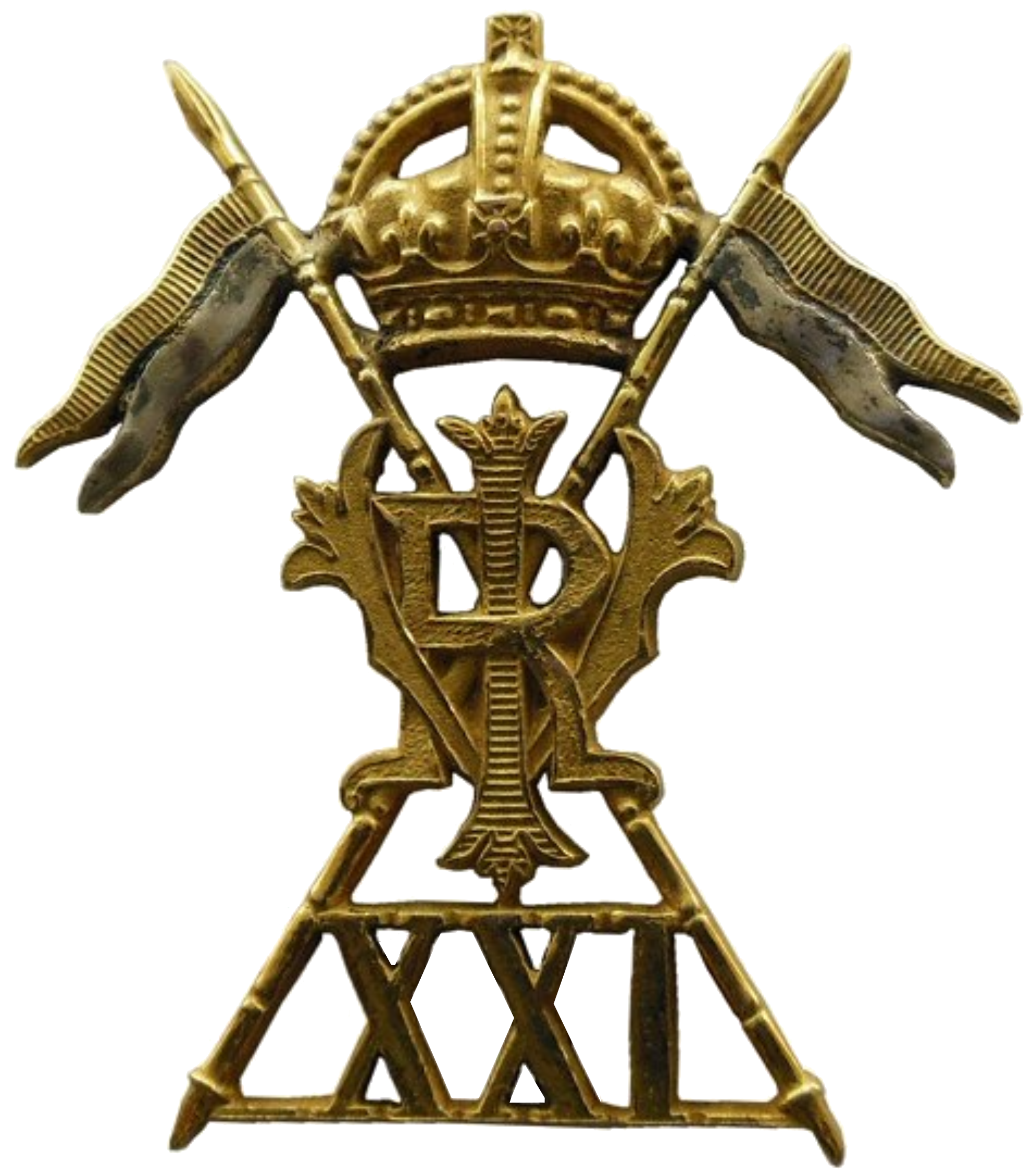
Mützenabzeichen der 21st Lancers

Die 21st (Empress of India’s) Lancers waren ein Kavallerieregiment der britischen Armee, das von 1858 bis 1921/1922 bestand.

## Geschichte

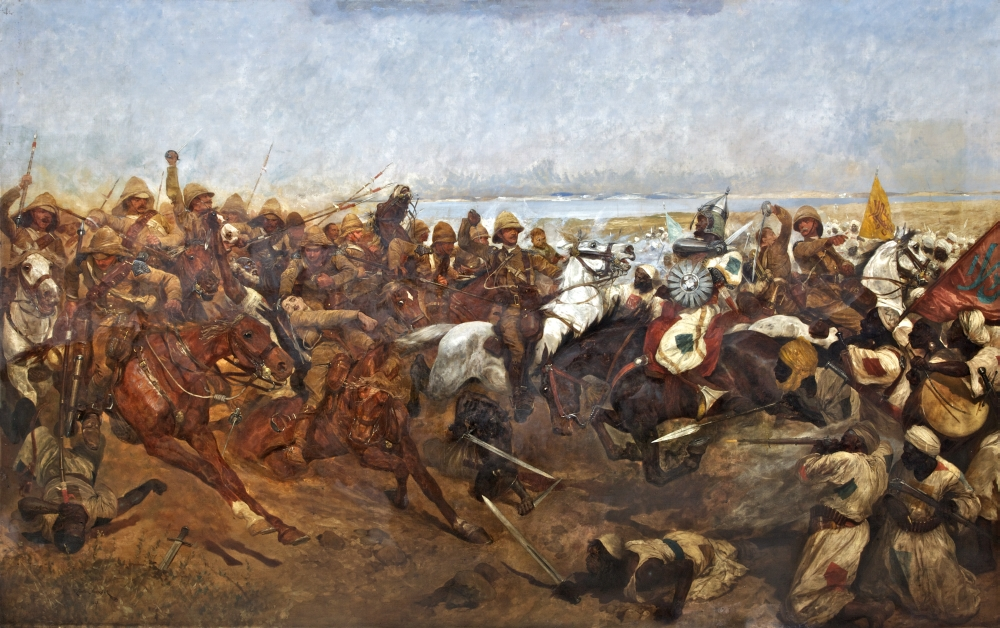
Die 21st Lancers in der Schlacht von Omdurman, 1898

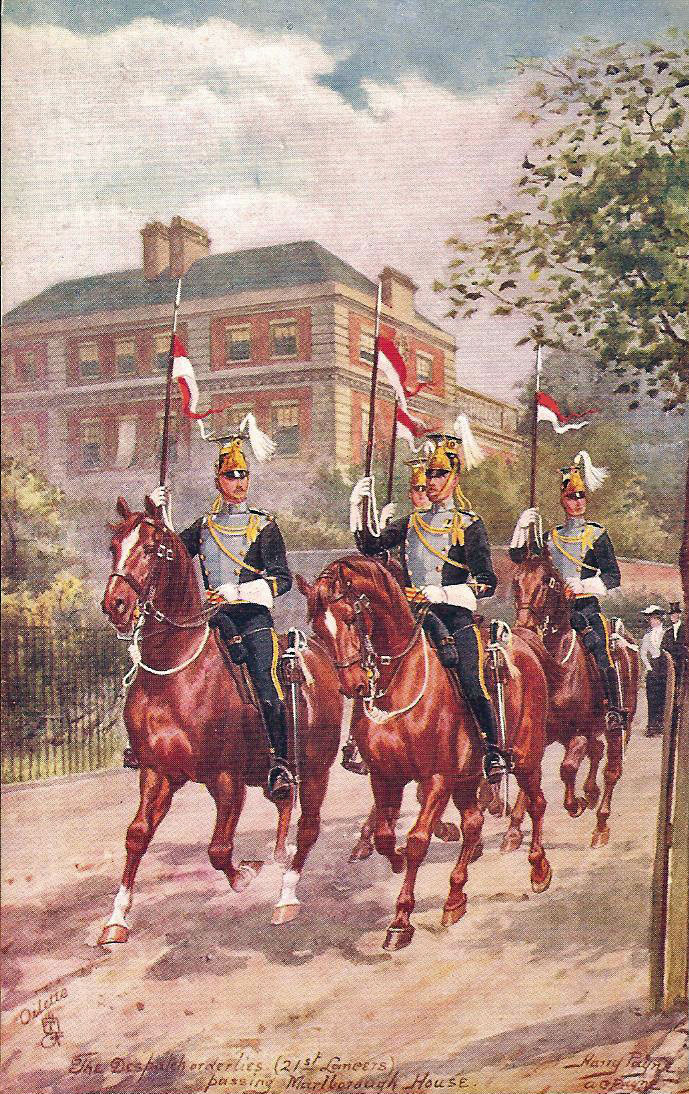
Soldaten der 21st Lancers in London, um 1905

Das Regiment wurde 1858, während des Indischen Aufstands (1857–1859), als leichte Kavallerie im Auftrag der Britische Ostindien-Kompanie gegründet und war zunächst unter dem Namen 3rd Bengal European Light Cavalry Teil der Bengal Army. Da die Loyalität der indischen Kavalleristen in Frage stand, bestand diese neue Einheit ausschließlich aus Europäern. Noch im selben Jahr löste die britische Regierung die Ostindien-Kompanie auf und übernahm die Kontrolle über alle ihre Armeeeinheiten. Einige von ihnen bildeten den Kern einer neuen Indischen Armee. Die 3rd Bengal European Light Cavalry wurde am 30. September 1862 offiziell in die Britischen Armee eingegliedert, wurde zu 21st Regiment of Hussars umbenannt und bekam entsprechend die Rolle von Husaren zugewiesen. Das Regiment stand in keiner Traditionslinie zu den vorherigen Kavallerieregimentern mit der Nummer 21 (21st Regiment of (Light) Dragoons), die zuvor von der britischen Armee aufgestellt und aufgelöst worden. Der Regimentsname wurde 1877 offiziell zu 21st Hussars verkürzt.
Die nächsten drei Jahrzehnte verbrachte das Regiment größtenteils in Indien und auf den Britischen Inseln. Eine Abteilung des Regiments nahm von 1884 bis 1885 während des Mahdi-Aufstands im Sudan als Teil des Light Camel Regiment an der Gordon Relief Expedition teil. Am 31. März 1897 wurde die Rolle des Regiments zu Ulanen geändert und das Regiment entsprechend zu 21st Lancers umbenannt. Von 1896 bis 1899 beteiligte sich das Regiment am Feldzug unter Herbert Kitchener, zur Beendigung des Mahdi-Aufstands, zeichnete sich im September 1898 in der Schlacht von Omdurman besonders aus und erhielt im Dezember 1898 als Auszeichnung die Erweiterung des Regimentsnamens zu 21st (Empress of India’s) Lancers (benannt nach Victoria als Kaiserin von Indien).
Nach einem Jahrzehnt der Stationierung auf den Britischen Inseln zog das Regiment 1910 nach Ägypten, bevor es 1912 nach Indien zurückkehrte. Den Ersten Weltkrieg (1914–1918) verbrachte es dann an der indischen North West Frontier. Eine Schwadron des Regiments wurde auch zwischen Juni 1916 und August 1917 an der Westfront in Frankreich eingesetzt.
Nach Kriegsende war das Regiment bis 1921 in Meerut stationiert. Dort wurde am 1. Januar 1921 der Regimentsname zu 21st Lancers (Empress of India’s) umgestellt und das Regiment im Juli 1921 aufgelöst. Zurück in England wurde das Regiment am 27. Juli 1922 in Tidworth, Wiltshire, wiedererrichtet und zugleich mit den 17th Lancers (Duke of Cambridge’s Own) zu den 17th/21st Lancers verschmolzen. Diese wurden 1993 mit den 16th/5th The Queen’s Royal Lancers zum Regiment der Queen’s Royal Lancers und dieses 2015 mit den 9th/12th Royal Lancers (Prince of Wales’s) zu den Royal Lancers (Queen Elizabeths’ Own) verschmolzen. Die Royal Lancers führen die Tradition der 21st Lancers bis heute weiter.

## Regimental Colonels
Colonel of the Regiment waren:
- 1858–1862: Lieutenant-General William Pattle
- 1862–1865: Lieutenant-General Sir John Bennet Hearsey
- 1865–1880: General William Parlby
- 1880–1882: General Hon. James Macdonald
- 1882–1886: General Sir Charles John Foster
- 1886–1902: General Sir Robert White
- 1902–1909: Major-General Sir Alexander Elliot
- 1909–1916: Major-General Sir Frederick William Benson
- 1916–1919: Major-General Arthur Henry Taylor
- 1919–1921: General Hon. Sir Herbert Alexander Lawrence

## Battle Honours
Dem Regiment wurden folgende Battle Honours verliehen (englische Originalbezeichnungen):
- Khartoum
- N.W. Frontier India 1915
- N.W. Frontier India 1916